# NDAS
Network Direct Attached Storage (сокращённо NDAS) — проприетарная сеть хранения данных, созданная компанией Ximeta для подключения внешних цифровых устройств хранения данных, таких как жёсткие диски, флеш-память и накопители на магнитной ленте через Ethernet. В отличие от других, более распространённых форм сетевого хранения, NDAS не использует TCP/IP для связи по сети.
Вместо этого используется протокол Lean (LPX). NDAS также поддерживает некоторые ограниченные функции RAID, такие как агрегирование и зеркалирование.

## История
В 2001 году Han-gyoo Kim и Zhe Khi Pak подали заявку на патент «сетевое устройство диска».
К 2002 году первый NetDisk (до 80 ГБ) был продан. Это было дешёвой альтернативой до полного варианта сетевого хранения данных на основе информационного использования. Также была основана компания Ximeta в 2003 году.
В 2004 Ким подал заявку на патент, предоставляющий возможность доступа нескольким клиентам записывать к общей блочное устройство хранения данных.
К 2006 году поддержаны устройства с размером памяти до 500 ГБ.
В 2008 немецкой компанией Co-World Cs создано NDAS-устройство, называемое «ShareDisk Gigabit», в течение непродолжительного времени носившее титул самого быстрого устройства хранения данных в мире.
В 2011 IOCELL Networks объявила о покупке патентов NDAS и NetDisk.

## Преимущества
- Оборудование, как правило, очень легко использовать.
- Диски не требуют специального форматирования, поэтому определяются как внешние накопители в большинстве операционных систем.
- Устройство изолировано от внешнего сетевого оборудования, потому что его не видно через маршрутизатор.

## Недостатки

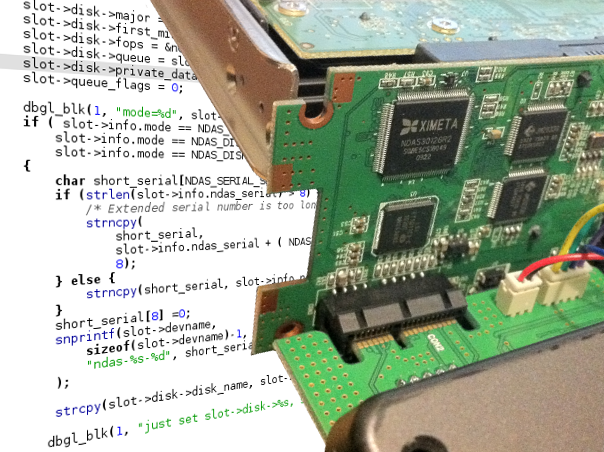
Код проекта Linux Driver — часть кода GPL драйвера NDAS

- Протокол LPX не маршрутизируем, что ограничивает доступ к ЛВС.
- Некоторые брандмауэры блокируют протокол по умолчанию. Значение EtherType[англ.]: 0x88AD.
- Драйвера для систем типа Linux (например, Fedora, Ubuntu или Debian) доступны только от производителя. The Linux connection package does have a shared read and write access mode. However it must be used with a multi-client file system[8].

Интерфейс управления open source доступен для Linux с 2009.
Аналогом является протокол AoE.